# Прогресс М1-11
Прогресс М1-11 — транспортный грузовой космический корабль (ТГК) серии «Прогресс», запущен к Международной космической станции. 13-й российский корабль снабжения МКС. Серийный номер 260.

## Цель полёта
Доставка на МКС более 2400 килограммов различных грузов, в числе которых продукты питания (творог с орехами, плавленый сыр «Российский», свежие помидоры, а также яблоки, лимоны и лук и т. д.), воду, подарки, лекарства для аптечки станции, топливо в баках системы дозаправки, медицинское оборудование, белье, средства личной гигиены, оборудование для определения микробиологического состава воды. Оборудование для американского сегмента станции, в том числе продукты питания, средства санитарно-гигиенического обеспечения.
Доставка новых скафандров «Орлан». Доставка двух начиненных детекторами манекенов для совместного российско-европейского эксперимента «Матрешка-Р». Задача этого эксперимента — замер доз радиации, получаемых членами экипажа на самой станции и в открытом космосе.
Доставка нового гибкого шланга-перемычки для дренажной системы иллюминатора американского модуля Дестини (трещина в перемычке стала причиной падения давления воздуха на борту станции в начале января).

## Хроника полёта
- 29.01.2004, в 14:58:08 (MSK), (11:58:08 UTC) — запуск с космодрома Байконур;
- 31.01.2004, в 16:13:11 (MSK), (13:13:11 UTC) — осуществлена стыковка с МКС к стыковочному узлу на агрегатном отсеке служебного модуля «Звезда». Процесс сближения и стыковки проводился в автоматическом режиме;
- 24.05.2005, в 13:19:29 (MSK), (09:19:29 UTC) — ТГК отстыковался от орбитальной станции и отправился в автономный полёт.

## Перечень грузов
Суммарная масса всех доставляемых грузов: 2408 кг
| Название | Масса (кг) |
| --- | ---------- |
| Топливо в баках системы дозаправки                                                                           | 659        |
| Газ в баллонах средств подачи кислорода (СрПК):                                                              |            |
| Кислород | 20         |
| Воздух | 20         |
| Топливо в КДУ для нужд МКС                                                                                   | 250        |
| Грузы, доставляемые в герметичном отсеке (суммарная масса — 1459 кг):                                        |            |
| Оборудование для систем:                                                                                     |            |
| Оборудование для дооснащения и обслуживания бортовых систем                                                  | 56         |
| обеспечения газового состава (СОГС)                                                                          | 168        |
| водообеспечения (СВО)                                                                                        | 152        |
| обеспечения теплового режима (СОТР)                                                                          | 42         |
| Оборудование для дооснащения и обслуживания бортовых систем                                                  |            |
| электропитания (СЭП)                                                                                         | 5          |
| Средства технического обслуживания и ремонта (СТОР)                                                          |            |
| Средства санитарно-гигиенического обеспечения (ССГО)                                                         | 106        |
| Научная аппаратура                                                                                           | 199        |
| Контейнеры с рационами питания, свежие продукты                                                              | 51         |
| Медицинское оборудование, бельё, средства личной гигиены и профилактики воздействия невесомости              | 310        |
| Оборудование для ФГБ «Заря»                                                                                  | 133        |
| Бортдокументация, посылки для экипажа, комплект для фотоаппаратуры                                           | 23         |
| Оборудование для американского сегмента, в том числе продукты, средства санитарно-гигиенического обеспечения | 214        |

## Научная работа
Десять дней корабль находился в автономном полёте, в ходе которого проведена серия экспериментов по отработке различных режимов ориентации его в пространстве.